# Pavel Hudec Ahasver
Pavel Hudec Ahasver (* 14. listopadu 1941 Kysak) je český fotograf slovenského původu.

## Život
Pavel Hudec přišel do Prahy ze Slovenska počátkem 60. let 20. století a vystudoval FAMU u profesora Jána Šmoka. Začal publikovat své fotografie pod pseudonymem „Ahasver“ a zaujal především akty. V normalizačních časech však nemohl publikovat a proto se uchýlil k zátiším. Po revoluci uspořádal několik výstav nejen v Čechách, ale také ve Velké Británii.
Jeho fotografie byly vystaveny např. v Kávovarně v pasáži paláce Lucerna v Praze nebo ve waleském městě Machynllethu.  V knize Antologie Divoké víno 1964–2007 jsou zastoupeny texty a další díla přispěvatelů stejnojmenného literárního a uměleckého časopisu založeného v roce 1964 včetně děl Pavla Hudce.